# Луций Постумий Тимпан
Лу́ций Посту́мий Тимпа́н (лат. Lucius Postumius Tympanus; погиб в 194 году до н. э.) — римский военачальник и политический деятель из патрицианского рода Постумиев, квестор 194 года до н. э.

## Биография
Луций Постумий был старшим сыном консула 234 и 229 годов до н. э. того же имени, погибшего во время Второй Пунической войны, и братом Спурия Постумия Альбина, консула 186 года до н. э. Значение его когномена, Тимпан (Tympanus), остаётся не вполне ясным.
В 194 году до н. э. Луций занимал должность квестора. Он принял участие в походе против галльского племени бойев под началом консула Тиберия Семпрония Лонга и погиб в сражении, когда враг прорвался через квесторские ворота. Тит Ливий, рассказывая об этом, явно приукрашивает события, но общая канва, по-видимому, соответствует действительности.